# 신보촌 (니가타현)
신보촌(新保村)은 니가타현 나카칸바라군에 설치되었던 촌이다.

## 연혁
- 1889년 4월 1일 - 정촌제 시행과 함께 2촌을 합병해 나카칸바라군 신보촌이 성립하였다.
- 1901년 11월 1일 - 나카칸바라군 고스기정、요코미즈촌、야시로다촌과 합병해、고스기정이 신설되어 소멸하였다.